# Pseudaugaptilus orientalis
Pseudaugaptilus orientalis is een eenoogkreeftjessoort uit de familie van de Augaptilidae. De wetenschappelijke naam van de soort is voor het eerst geldig gepubliceerd in 1964 door Tanaka.